# Communauté de communes du Saint-Chinianais
Die Communauté de communes du Saint-Chinianais ist ein ehemaliger Gemeindeverband (Communauté de communes) im französischen Département Hérault in der Region Languedoc-Roussillon. Er ist nach der Stadt Saint-Chinian benannt.

## Mitgliedsgemeinden
| - Assignan - Babeau-Bouldoux - Cazedarnes - Cébazan - Cessenon-sur-Orb | - Pierrerue - Prades-sur-Vernazobre - Saint-Chinian - Villespassans |

Damit umfasste der Gemeindeverband neun der 13 Gemeinden des ehemaligen Wahlkreises (Kantons) Saint-Chinian.